# Ковали (Глубокский район)

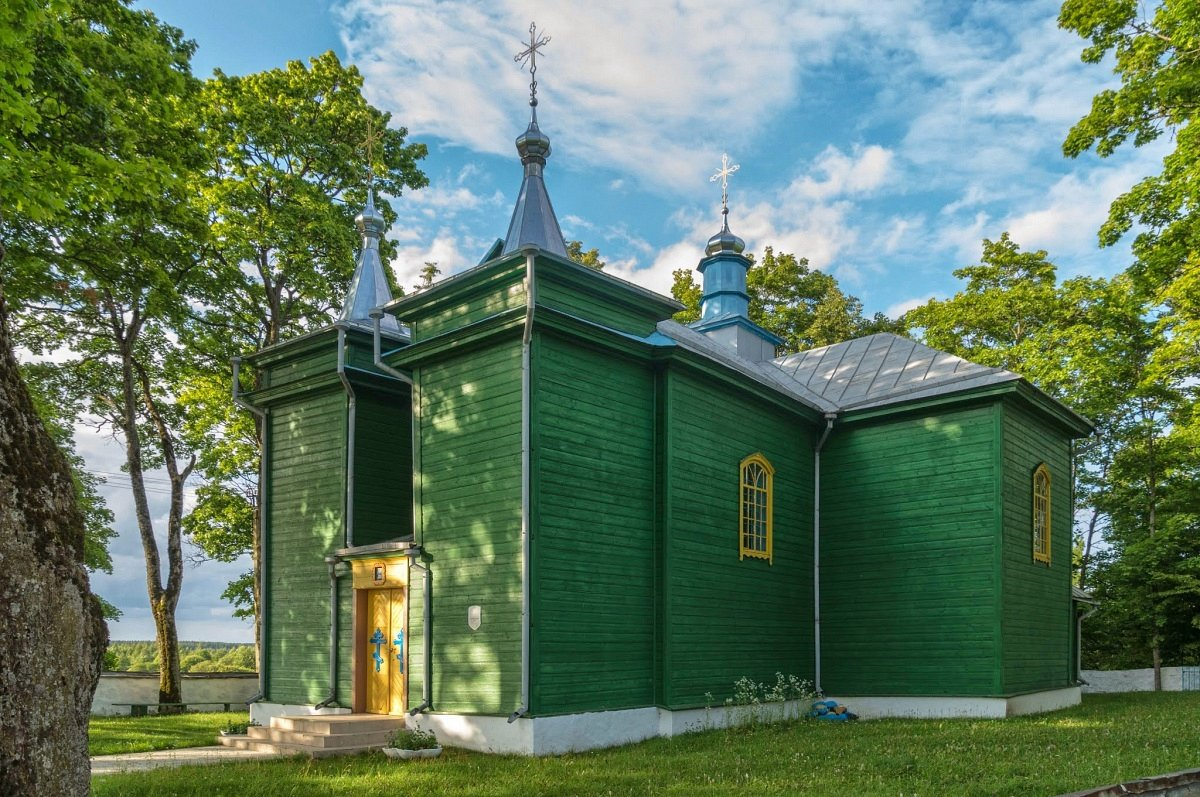
Успенская церковь

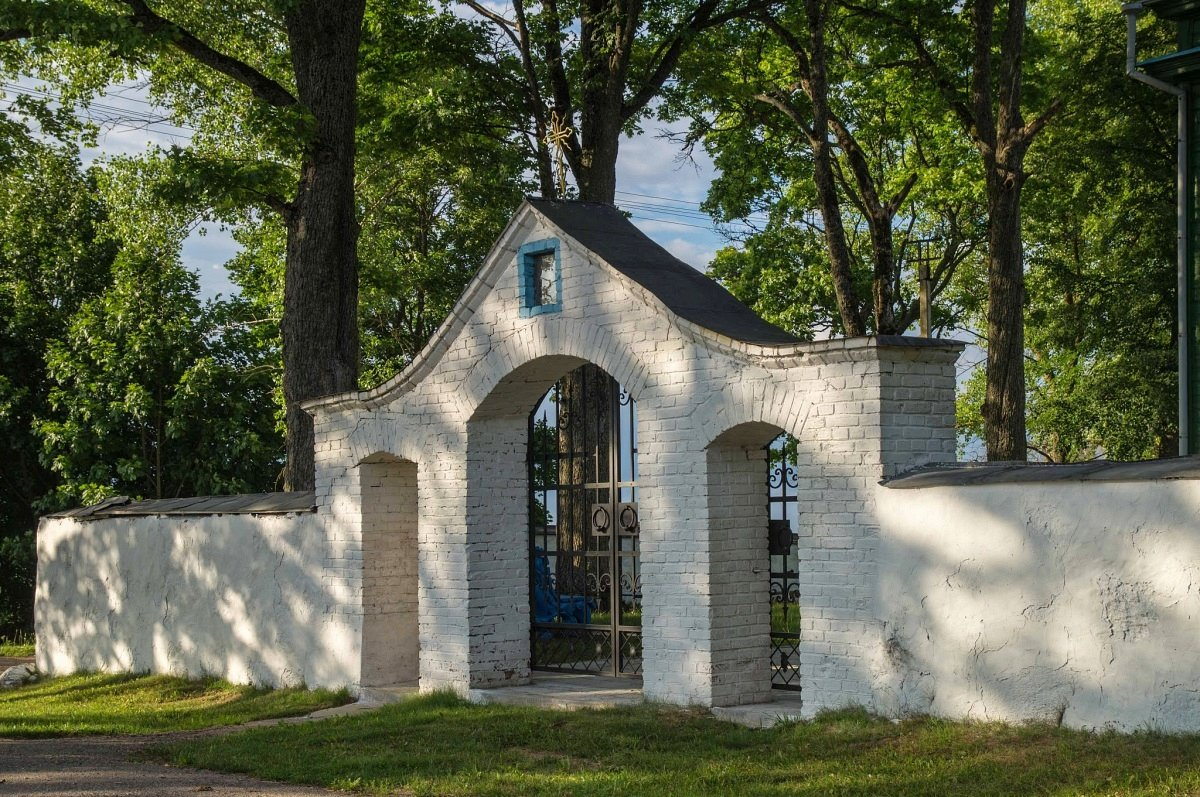
Ограда и ворота церкви

Ковали (бел. Кавалі) — деревня в Глубокском районе Витебской области Белоруссии, в Обрубском сельсовете. Население — 31 человек (2019).

## История
В 1921—1945 годах деревня в составе Виленского воеводства Польской Республики.

## Население
- 1921 год — 233 жителей, 40 дворов[3].
- 1931 год — 250 жителей, 45 дворов[4].
- 2019 год — 31 житель[1].

## География
Деревня находится в 8 км к юго-востоку от райцентра, города Глубокое. Через деревню проходит дорога, соединяющая Глубокое и село Голубичи. Ближайшая ж/д станция Подсвилье находится в 12 км к северо-востоку от деревни (линия Полоцк — Молодечно).

## Достопримечательности
- Православная Успенская церковь. Памятник деревянного зодчества. Построена в 1748 году как костёл ордена кармелитов[5]. В 40-х годах XIX века церковь была конфискована в казну и передана православным. В конце XIX века была реконструирована[6]. Ныне — действующая церковь. Церковь окружена каменной оградой с кирпичными воротами (брамой). Над оградой также расположена квадратная в плане деревянная колокольня.